# Tamara Grcic

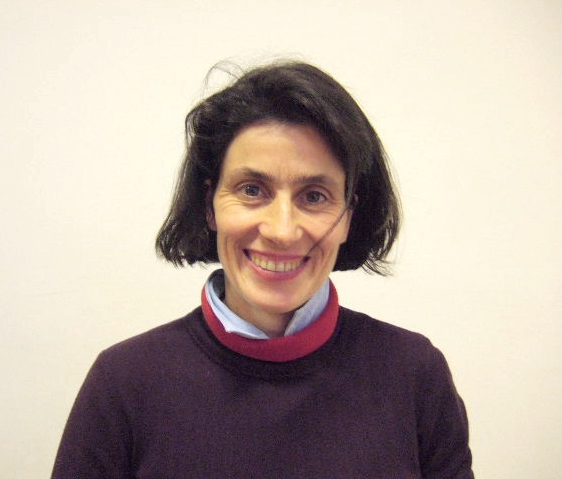
Tamara Grcic (2007)

Tamara Grcic (* 1964 in München) ist eine deutsche Künstlerin und Professorin für Bildhauerei serbischer Abstammung, deren Werk aus fotografischen Arbeiten, Filmen, Videos und Installationen besteht.

## Leben
Tamara Grcic studierte Kunstgeschichte von 1983 bis 1986 in Wien, anschließend von 1986 bis 1988 Kulturanthropologie an der Johann Wolfgang Goethe-Universität in Frankfurt am Main. 1988 bewarb sich erfolgreich mit 8-mm-Filmen an der Städelschule bei Peter Kubelka, „um meiner eigenen Wahrnehmung nachzugehen.“ 1993 schloss sie ihr Studium ab.
2010 hatte sie eine Gastprofessur an der Akademie der Bildenden Künste Nürnberg inne.
Seit 2014 lehrt sie als Professorin für Bildhauerei an der Kunsthochschule Mainz.
Die Künstlerin war Mitglied im Deutschen Künstlerbund. Sie lebt und arbeitet in Wien und Frankfurt am Main.
Ihr Bruder Konstantin Grcic ist einer der erfolgreichsten deutschen Produktdesigner. Ihr Ehemann Uwe Fischer ist Industriedesigner und Professor an der Staatlichen Akademie der Bildenden Künste Stuttgart.

## Künstlerische Arbeiten

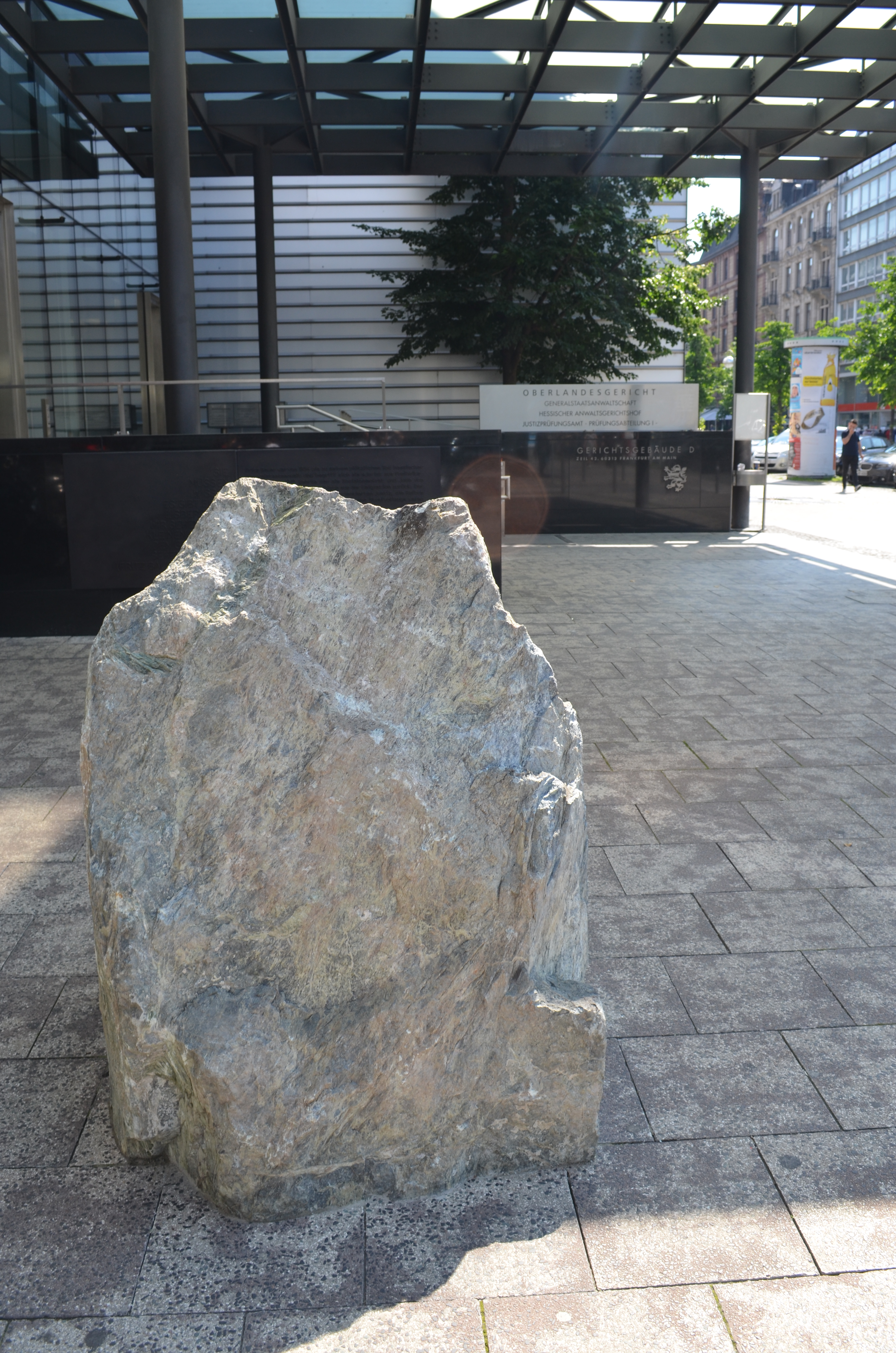
Gedenkstein Fritz Bauer vor dem OLG

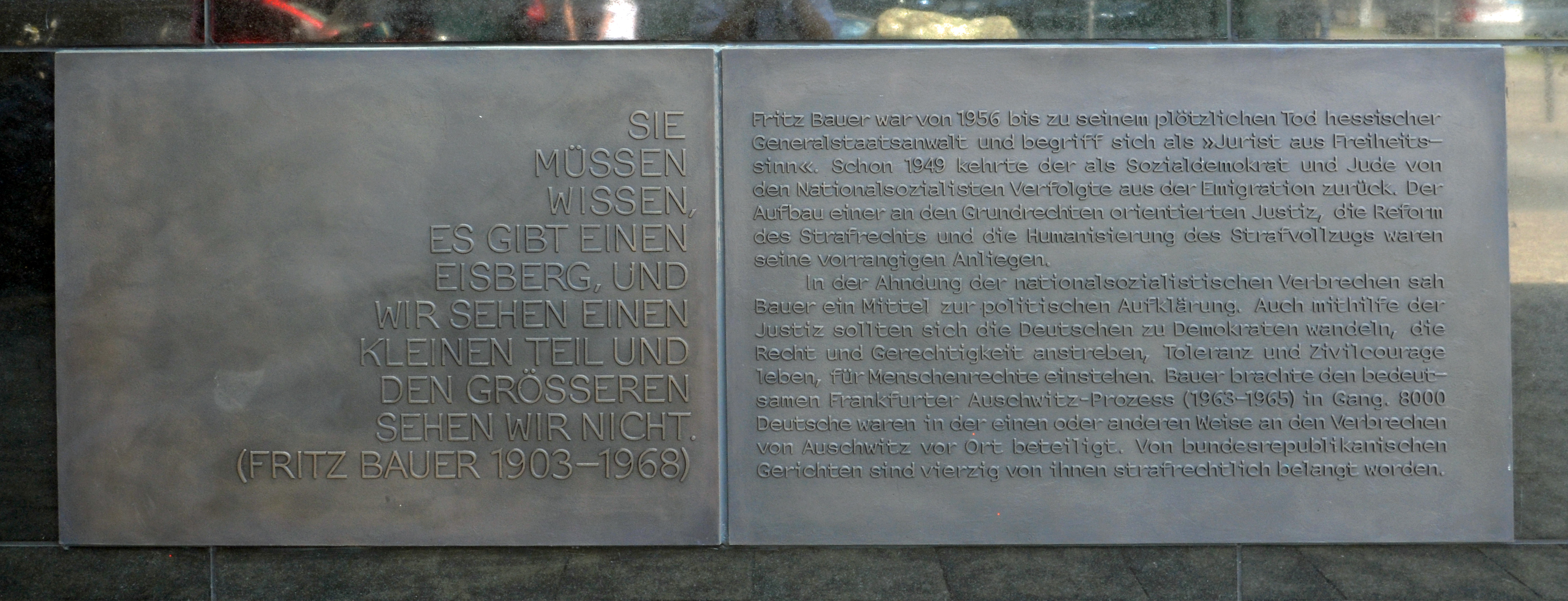
Gedenkstein Fritz Bauer vor dem OLG, Tafel

- Eine fotografische Arbeit, die Ende der 1990er Jahre entstand, besteht aus Bildern von Haaren. Die Künstlerin machte die Aufnahmen in New York City. Knapp hundert Fotos von Hinterkopfhaaren sind dabei zu sehen. Wie sie sich über Mantelkrägen wölben, an Kapuzenwülste stoßen, Wirbel bilden und Wellen werfen. Im Bonner Kunstverein waren diese Bilder zusammen mit klassischer Damenoberbekleidung von der Stange zu sehen.
- 2016: Nur die Spitze des Eisbergs, Gedenkstein für den hessischen Generalstaatsanwalt Fritz Bauer in Frankfurt am Main, Zeil 42.[3]

## Auszeichnungen (Auswahl)
- 1996 Roy Lichtenstein Preis der Stiftung Kunstfonds, Bonn
- 1998 Dorothea-von-Stetten-Kunstpreis
- 2000 Maria Sibylla Merian-Preis
- 2001 Kunstpreis der Leipziger Volkszeitung
- 2005 1822-Kunstpreis, Frankfurt am Main
- 2006 Peill-Preisträgerin der Günther-Peill-Stiftung
- 2015 Karl-Ströher-Preis, Frankfurt am Main

## Ausstellungen (Auswahl)
- 1995 Scharfer Blick, 43. Jahresausstellung des Deutschen Künstlerbundes, Bundeskunsthalle, Bonn
- 1997 Was ist. , 45. Jahresausstellung des DKB, Altes Zeughaus Wismar u. Kunsthalle Rostock
- 2000 Dust & Dirt, Witte Zaal, Gent
- 2000 Fridericianum, Kassel
- 2001 Sport in der zeitgenössischen Kunst, Kunsthalle Nürnberg
- 2001 Mannheimer Kunstverein, Mannheim
- 2001 Ich bin mein Auto, Staatliche Kunsthalle, Baden-Baden
- 2001 Frankfurter Kreuz, Schirn Kunsthalle, Frankfurt
- 2003 Blue Box Raum, Sprengel Museum, Hannover
- 2004 lichtgrün, grün, feuille-morte, Kunstraum Dornbirn
- 2004 STILL MAPPING THE MOON – Perspektiven zeitgenössischer Malerei, Kunstmuseum Bonn
- 2005 Ortsbegehung 2005, Kunst im öffentlichen Raum, München
- 2005 Die Ordnung der Natur, O.K. Centrum für Gegenwartskunst, Linz
- 2006 Still, Leopold-Hoesch-Museum, Düren
- 2006 Vom Pferd erzählen. Das Pferd in der zeitgenössischen Kunst Kunsthalle Göppingen
- 2006 Tendenzen internationaler Fotografie, Städtische Galerie Delmenhorst
- 2006 Stabile Seitenlage. Von der Komplexität Bildender Kunst, Neues Museum Weserburg, Bremen
- 2006 Mehr als das Auge fassen kann, Photoart der Deutschen Bank Collection, Marco Museum, Monterrey, Mexiko
- 2006 Museo del Banco de la República, Bogotá
- 2006 Museo de Arte de Lima, Lima, Peru
- 2006 Museo de Arte Moderna, São Paulo, Brasilien
- 2007 Bodycheck – 10. Triennale Kleinplastik, Alte Kelter, Fellbach
- 2008 Alle Vögel fliegen hoch – Von der Heydt-Museum Wuppertal
- 2010 Augenblick – Kunstverein Friedrichshafen
- 2013 zugunruhe – Städtische Galerie Nordhorn

## Werke
- Tamara Grcic, ISBN 978-3-363-00766-4